# Machias (Washington)
Machias és una concentració de població designada pel cens dels Estats Units a l'estat de Washington. Segons el cens del 2000 tenia 1.015 habitants.

## Demografia
Segons el cens del 2000, Machias tenia 1.015 habitants, 344 habitatges, i 267 famílies. La densitat de població era de 172,6 habitants per km².
Dels 344 habitatges en un 43,3% hi vivien nens de menys de 18 anys, en un 68,6% hi vivien parelles casades, en un 4,9% dones solteres, i en un 22,1% no eren unitats familiars. En el 14,8% dels habitatges hi vivien persones soles el 2,9% de les quals corresponia a persones de 65 anys o més que vivien soles. El nombre mitjà de persones vivint en cada habitatge era de 2,95 i el nombre mitjà de persones que vivien en cada família era de 3,29.
Per edats la població es repartia de la següent manera: un 32% tenia menys de 18 anys, un 6,4% entre 18 i 24, un 33,2% entre 25 i 44, un 21,9% de 45 a 60 i un 6,5% 65 anys o més.
L'edat mediana era de 35 anys. Per cada 100 dones de 18 o més anys hi havia 111 homes.
La renda mediana per habitatge era de 75.000 $ i la renda mediana per família de 79.112 $. Els homes tenien una renda mediana de 47.941 $ mentre que les dones 34.375 $. La renda per capita de la població era de 27.961 $. Aproximadament el 2,1% de les famílies i el 3,5% de la població estaven per davall del llindar de pobresa.

## Poblacions més properes
El següent diagrama mostra les poblacions més properes.